# Reithrodontomys paradoxus
Reithrodontomys paradoxus là một loài động vật có vú trong họ Cricetidae, bộ Gặm nhấm. Loài này được Jones & Genoways mô tả năm 1970.